# Kai Joachim Bühling
Kai Joachim Bühling (* 29. Juli 1968 in Hamburg) ist ein deutscher Frauenarzt und Professor am Universitätsklinikum Hamburg-Eppendorf. Seine Schwerpunkte sind die gynäkologische Endokrinologie und Reproduktionsmedizin sowie die Pränataldiagnostik, er leitet seit 2007 die Hormonsprechstunde der Klinik und Poliklinik für Gynäkologie.

## Leben
Nach Abschluss seiner Schullaufbahn 1987 am Gymnasium Rissen absolvierte Bühling seinen Wehrdienst an der Führungsakademie der Bundeswehr. Im Anschluss studierte er von 1989 bis 1992 an der Universität Hamburg Medizin. Von 1993 bis 1996 führte er sein Studium in Berlin an der Freien Universität Berlin, später an der Humboldt-Universität, fort. 1997 begann er seine Tätigkeit als Arzt im Praktikum in der Frauenklinik des Allgemeinen Krankenhauses Hamburg-Altona und setzte diese Tätigkeit in Berlin in der Klinik und Poliklinik für Geburtsmedizin  an der Charité Berlin fort. Nach seiner Vollapprobation war er von 1998 bis 2004 dort sowie in der Klinik und Poliklinik für Gynäkologie als Wissenschaftlicher Mitarbeiter beschäftigt. Während dieser Zeit leitete er die Diabetes-Sprechstunde der Klinik für Geburtsmedizin. 2002 bestand er die Facharztprüfung als Frauenarzt. An der Klinik erwarb er auch die Fähigkeiten für die dreijährige Spezialisierung für Spezielle Geburtshilfe und Perinatalmedizin sowie für die Anerkennung als Diabetologe. Von 2004 bis 2005 arbeitete er in der Abteilung für Gynäkologische Endokrinologie und Reproduktionsmedizin an der Charité Campus Benjamin-Franklin und wechselte dann 2005 in eine endokrinologisch-reproduktionsmedizinische Schwerpunktpraxis nach Hamburg. Dort vollendete er die ebenfalls dreijährige Spezialisierung „Gynäkologische Endokrinologie und Reproduktionsmedizin“.
Seit 2007 leitet Bühling die Hormonsprechstunde der Klinik und Poliklinik für Gynäkologie im Universitätsklinikum Hamburg-Eppendorf und ist Konsiliararzt. Zudem hat er eine Privatpraxis.
Bühling lebt in Hamburg, ist verheiratet und hat 3 Kinder.

## Wissenschaftlicher Werdegang
Bühling promovierte 1997 über das Thema Evaluation des 50g-Glukose-Screening-Tests in der Schwangerschaft. Eine prospektive Studie an 1416 Patientinnen unter Berücksichtigung der Nahrungsanamnese. (Prädikat: „magna cum laude“).
Seine Habilitation an der Charité Berlin mit dem Titel Gestationsdiabetes – Screening, Diagnostik und Therapie folgte im Jahr 2004. Im gleichen Jahr wurde ihm die Venia legendi für das Fach „Frauenheilkunde und Geburtshilfe“ verliehen. Im Zusammenhang mit seinem Wechsel nach Hamburg habilitierte sich Bühling 2007 um und besitzt seitdem am Universitätsklinikum Hamburg-Eppendorf, wo er regelmäßig Vorlesungen und Seminare anbietet, die Lehrbefugnis.
Aufgrund seiner Aktivitäten in Lehre und Forschung erfolgte 2011 die Ernennung zum Professor.

## Mitgliedschaften
Bühling ist Mitglied von Berufsverband der Frauenärzte (BVF), Deutsche Gesellschaft für Endokrinologie (DGE), Deutsche Gesellschaft für Frauengesundheit (dgf), Deutsche Gesellschaft für Gynäkologie und Geburtshilfe (DGGG), Deutsche Gesellschaft für Ultraschall in der Medizin (DEGUM), Deutsche Menopausen Gesellschaft (DMG), International Menopause Society (IMS), Norddeutsche Gesellschaft für Gynäkologie und Geburtshilfe (NGGG), Nord-Ostdeutsche Gesellschaft für gynäkologische Onkologische (NOGGO).
Er ist zudem Gutachter der Zeitschriften American Journal of Obstetrics Gynecology, BMC Pediatrics, BMC Pregnancy and Childbirth, British Journal of Obstetrics and Gynecology, British Medical Journal, Clinical Biochemistry, Diabetes Care, Diabetes Medicine, Diabetes Metabolism, Journal of Perinatal Medicine, Journal of Perinatology, Patient Education and Counseling.

## Schriften

### Fachbücher
- K. J. Bühling, J. Lepenies, K. Witt (Hrsg.): Intensivkurs: Allgemeine und spezielle Pathologie. 1.–4. Auflage. Elsevier, 2008. (Autor von 13 Kapiteln)
- K. J. Bühling, W. Friedmann (Hrsg.): Intensivkurs: Gynäkologie und Geburtshilfe. 1.–2. Auflage. Elsevier, München 2008. (Autor von 9 Kapiteln, Ko-Autor von 3 Kapiteln)
- K. J. Bühling: Anatomie. Repetitorium. Kohlhammer, Stuttgart 1995.

### Fachzeitschriften
2008 gründete Bühling die „deutsche gesellschaft für frauengesundheit e. V.“, deren Präsident er seit dieser Zeit ist. Er ist Herausgeber und Begründer von zwei Fachzeitschriften für Frauenärzte, der „CME Praktische Fortbildung Gynäkologie, Geburtsmedizin und Gynäkologische Endokrinologie“ (ISSN 1614-8533) sowie „Journal für Frauengesundheit“ (1867–4127 bis 2012).

### Ratgeber
- K. J. Bühling: Der Schwangerschaftsratgeber. akademos Wissenschaftsverlag. (ISSN 1862-5665, seit 2005 Gesamtauflage 2,3 Mio.)
- K. J. Bühling: rundezeit. akademos Wissenschaftsverlag. (ISSN 2193-7001)
- K. J. Bühling, C. Wäscher, R. Bergmann, J. W. Dudenhausen: Gestationsdiabetes. Ernährung in der Schwangerschaft. Ein Patientinnenratgeber. akademos Wissenschaftsverlag, Hamburg/Berlin 2000–2008
- K. J. Bühling, C. Wäscher, S. Köksal, J. W. Dudenhausen: Gebelik Diabeti. Hamilelik döneminde beslenme. Patient guide. (turkish translation). akademos Wissenschaftsverlag, Hamburg 2002–2008.
- K. J. Bühling, C. Wäscher, N. Haller, J. W. Dudenhausen: Gestationsdiabetes. Ernährung in der Schwangerschaft. Foliensatz zur Patientinnenschulung. akademos Wissenschaftsverlag, Hamburg/Berlin 2002.
- K. J. Bühling: Frauengesundheit. akademos Wissenschaftsverlag, 2010–2015.
- A. Jantke, K. J. Bühling, J. Sehouli: Kinderwunsch und Krebs: 100 Fragen – 100 Antworten. akademos Wissenschaftsverlag, 2009.
- K. J. Bühling: Wechseljahre…na und!? Ein Ratgeber für Patientinnen. akademos Wissenschaftsverlag, 2016.
- K. J. Bühling: Ernährung und Bewegung in der Schwangerschaft. 2. Auflage. Akademos Wissenschaftsverlag, 2017.
- K. J. Bühling: Vom Kinderwunsch zum Wunschkind. akademos Wissenschaftsverlag, 2017.